# Crepidohamma rica
Crepidohamma rica är en tvåvingeart som först beskrevs av Charles Howard Curran 1934.  Crepidohamma rica ingår i släktet Crepidohamma och familjen smalvingeflugor. Inga underarter finns listade i Catalogue of Life.